# Naturelle (passe)

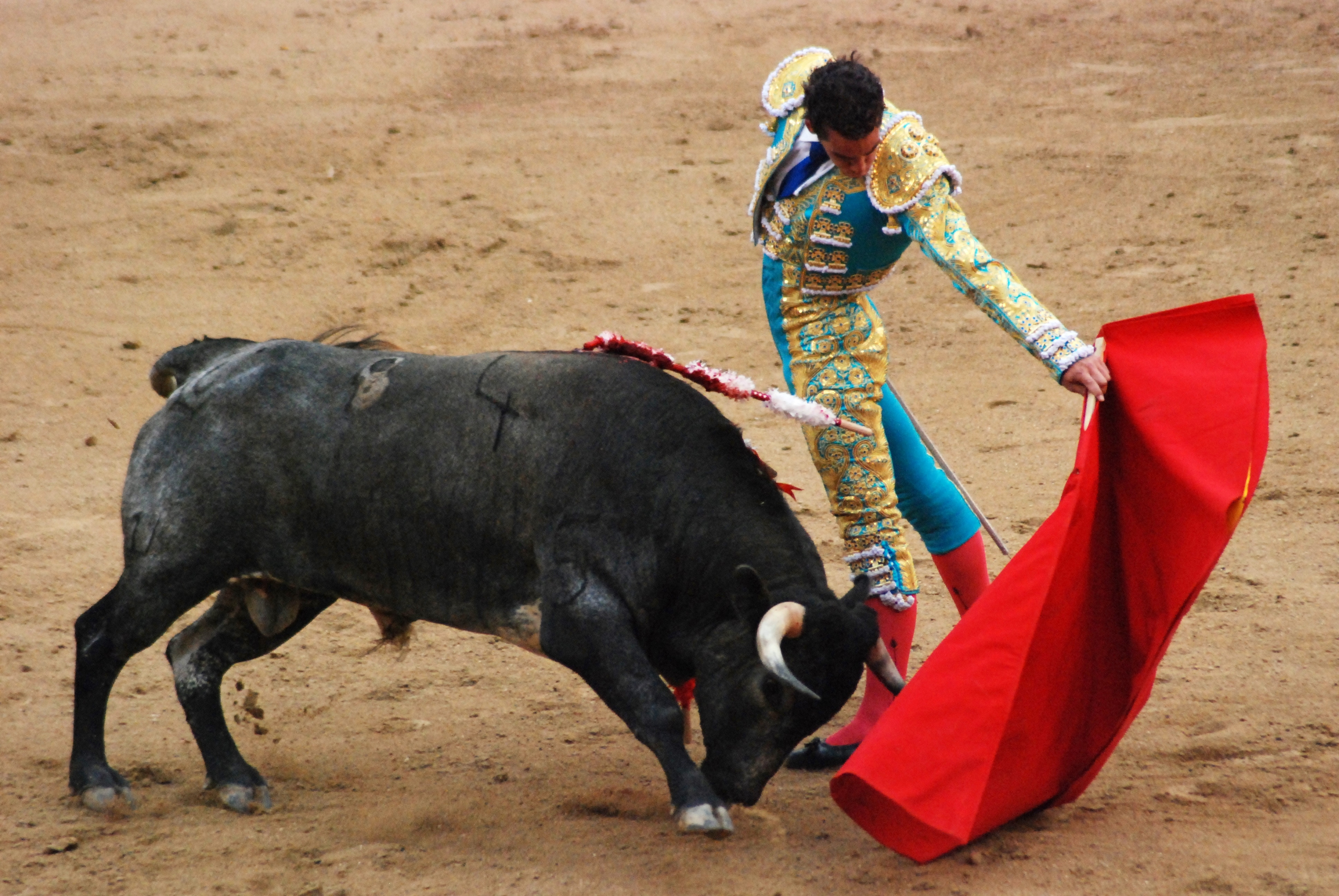
Naturelle effectuée aux arènes de Las Ventas de Madrid

Dans le monde de la tauromachie, la naturelle (de l'espagnol : natural) est une passe de muleta considérée comme une des deux manœuvres essentielles dans le toreo classique, la deuxième étant la passe de la main droite ou derechazo.

## Présentation
Le matador tient la muleta dans la main gauche, bien séparée du corps et tombant verticalement, et il provoque l'assaut de l'animal. Il attend sans bouger que celui-ci baisse les cornes pour retirer la muleta lentement et la déplacer sur la gauche en allongeant le bras au maximum. Dans une naturelle réussie, le torero arrive à faire défiler entièrement le taureau devant lui tandis que lui-même pivote pour faire de nouveau face au taureau qui s'est retourné, après avoir effectué le trajet en arc de cercle dicté par l'étoffe.

## Historique et évolution

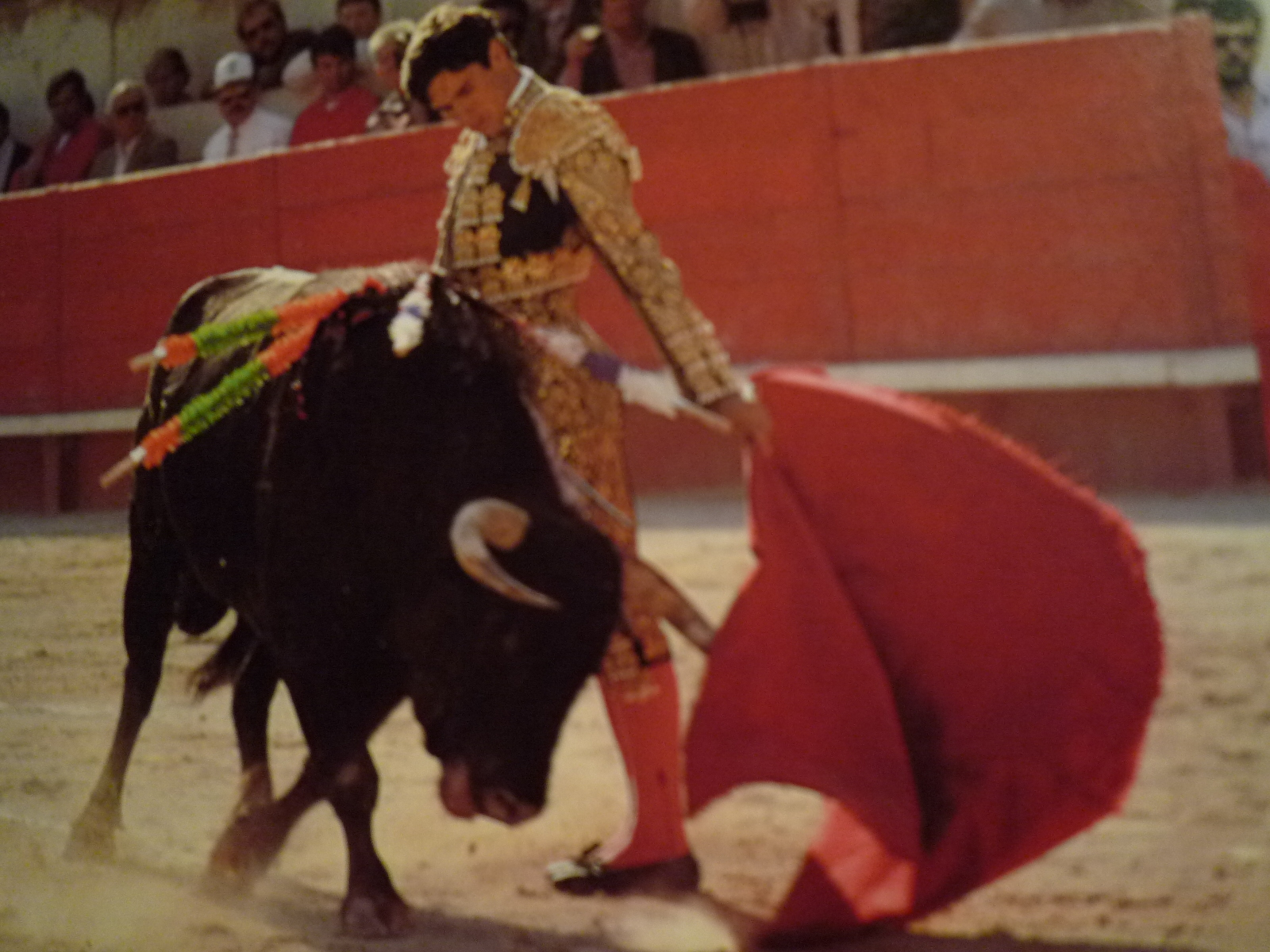
Naturelle effectuée aux arènes de Nîmes par Joselito.

Cette passe peut être exécutée de face, ce qui est la manière la plus difficile, ou de profil. Les historiens de la corrida ne sont pas d'accord sur l'évolution historique de la naturelle. Certains attribuent son évolution de la position face à la position de profil à Manolete. D'autre remontent à Belmonte qui aurait cessé de citer de face pour arriver à un enchaînement et à lier les naturelles, chaque passe devenant plus serrée jusqu'à la passe de poitrine finale qui libère l'animal. D'autres attribuent à Chicuelo l'abandon du cite de face vers 1920 pour enchaîner les naturelles liées les unes aux autres.

Il y a aussi parfois confusion dans l'historique de la passe de la main gauche. À l'époque de Pepe Hillo (1800) on nommait naturelle la passe de la gauche. Mais vers 1900, Guerrita écrit : 

« on donne le nom de pase natural regular à celle qui s'exécute, le diestro en la rectitude du toro (dans la ligne droite du taureau), tenant la muleta dans n'importe quelle main. »

Une naturelle bien faite est considérée comme plus méritoire qu'une passe équivalente de la droite, car la muleta n'est pas soutenue par l'épée qui agrandit l'étoffe. Le public est actuellement très friand des passes circulaires où le taureau fait un tour complet.